# Bataille de Narva (1944)
Pour les articles homonymes, voir Bataille de Narva.
Seconde Guerre mondiale
Batailles
- Kingisepp–Gdov
- Narva (1re offensive
- 2e offensive
- 3e offensive
- 4e offensive
- 5e offensive)
- Bombardements de Tallinn
- Auvere
- Ligne Tannenberg
- Tartu
- Tallinn
- Porkuni
- Moonsund
- Tehumardi

Front de l’Est

Prémices :
- Campagne de Pologne
- Guerre d’Hiver

Guerre germano-soviétique :
- 1941 : L'invasion de l'URSS

- Opération Barbarossa

Front nord : 
- Guerre de Continuation
- Opération Silberfuchs
- Siège de Léningrad

Front central : 
- 2e bataille de Brest-Litovsk
- Bataille de Białystok–Minsk
- 1re bataille de Smolensk
- Bataille de Kiev

Front sud : 
- Siège d'Odessa
- Campagne de Crimée

- 1941-1942 : La contre-offensive soviétique

Front nord : 
- Poche de Demiansk
- Poche de Kholm

Front central : 
- Bataille de Moscou

Front sud : 
- Seconde bataille de Kharkov

- 1942-1943 : De Fall Blau à 3e Kharkov

Front nord : 
- Offensive de Siniavino
- Opération Iskra
- Bataille de Krasny Bor
- Opération Poliarnaïa Zvezda

Front central : 
- Opération Mars

Front sud : 
- Bataille du Caucase (opération Fall Blau)
- Bataille de Stalingrad
- Opération Uranus
- Opération Saturne
- Offensive d'Ostrogojsk-Rossoch
- Offensive de Voronej-Kastornoe
- Opération Gallop
- Opération Étoile
- Troisième bataille de Kharkov

- 1943-1944 : Libération de l'Ukraine et de la Biélorussie

Front central : 
- 2e bataille de Smolensk
- Opération Bagration

Front sud : 
- Bataille de Koursk
- Bataille du Dniepr
- Offensive Dniepr-Carpates
- Offensive de Crimée
- Offensive de Lvov-Sandomir

- 1944-1945 : Campagnes d'Europe centrale et d'Allemagne

Allemagne : 
- Offensive Vistule-Oder
- Offensive de Poméranie orientale
- Siège de Breslau
- Offensive de Prusse-Orientale
- Bataille de Königsberg
- Bataille de Seelow
- Bataille de Bautzen
- Bataille de Berlin
- Capitulation allemande

Front nord et Finlande : 
- Guerre de Laponie
- Offensive Leningrad-Novgorod
- Bataille de Narva

Europe orientale : 
- Opération Margarethe
- Insurrection de Varsovie
- Soulèvement national slovaque
- Opération Panzerfaust
- Bataille de Budapest
- Opération Frühlingserwachen
- Offensive de Vienne
- Insurrection de Prague
- Offensive de Prague
- Bataille de Slivice

Front d’Europe de l’Ouest

Campagnes d'Afrique, du Moyen-Orient et de Méditerranée

Bataille de l’Atlantique

Guerre du Pacifique

Guerre sino-japonaise

Théâtre américain
Narva est une ville située en Estonie entre la mer Baltique et le lac Peïpous, point de passage obligé entre la ville de Leningrad (aujourd'hui Saint-Pétersbourg) et l'Estonie. La ville est un carrefour stratégique pour quiconque souhaite parvenir aux pays baltes. La bataille de Narva a pour enjeu la conquête des pays baltes. Après la fin du siège de Leningrad en janvier 1944, la Stavka voit l'occasion de porter la guerre sur les pays baltes et d'anéantir le Heeresgruppe Nord. La bataille est également connue sous le nom de bataille des SS européens. Si la ville de Narva tombe, tout le Heeresgruppe Nord sera menacé d'encerclement et d'anéantissement.

## Déroulement

### Ordre de bataille
Au 14 février, 200 000 Soviétiques font face au lac Ladoga et au lac Peïpous. En comptant les hommes qui participent à l'offensive du dégagement de Leningrad, les effectifs sont de 417 000 hommes. La 2e armée de choc du général Fediouninski et le 3e corps de chars de la Garde du major-général Vovchenko soutiendront l’essentiel des combats.
Les Allemands et leurs alliés peuvent compter sur les armées du Gruppe Sponheimer composées de 125 000 hommes, 1 000 pièces d'artillerie et une centaine de Panzer. Entre autres, le III. (germanisches) SS-Panzerkorps du général Steiner, le XXVI. Armee-Korps du général Grasser et le Gruppe Berlin. 40 000 Estoniens rejoignent fin février la bataille pour la défense de la mère patrie. Sur les 50 bataillons européens que compte la Wehrmacht dans le secteur, 50 % proviennent de volontaires estoniens.

### Effondrement au Nord
La rupture du front de Leningrad est effective le 18 janvier. Écrasés par l'artillerie lourde et les 800 000 Russes qui se jettent sur eux, les Allemands retraitent dans le désordre vers la frontière estonienne. Il a fallu que le Generalfeldmarschall Küchler supplie Hitler de faire retraite sous peine d’effondrement complet du front. Hitler accepte mais au prix de son remplacement par Walter Model. Celui-ci donne l'ordre de se replier sur la ligne Panther située le long du lac Peïpous. Plus de 21 000 Allemands sont hors de combat en deux semaines et une partie du matériel de siège est laissé à l'ennemi : 85 canons de siège sont capturés, dont des calibres allant jusqu'à 406 mm. Le front Nord a reculé de 150 km ce qui est un véritable triomphe pour la Stavka.
Le nouvel objectif des Soviétiques est de poursuivre l'Heeresgruppe Nord et de reconquérir les pays baltes abandonnés trois ans plus tôt. La rapide progression des Russes met les Allemands dans une situation difficile : tous les renforts disponibles sont déployés afin de prévenir l'invasion des pays baltes. La Schwere Panzer Abteilung 502 est présente avec une trentaine de Tiger. Cette unité blindée est l'une des meilleures de la Seconde Guerre mondiale avec 1 400 chars détruits et 2 000 pièces d'artillerie ou antichars mises hors de combat. Sa présence permet aux Allemands de compter sur une unité d'élite. L'as Otto Carius participe à la défense de la zone. La Panzer Regiment Feldherrnhalle composée en grande partie d'anciens SA est aérotransportée d'urgence vers le front. La situation n'est pourtant pas si défavorable aux Allemands : les Soviétiques sont épuisés par une offensive qui s'est avérée coûteuse en hommes et en munitions, les unités sont dispersées et les objectifs sont très optimistes. En effet, il est prévu de passer Narva et de parvenir à Rakvere situé à 100 km de Narva avant le 17 février. Staline compte sur cette offensive pour mettre les Finlandais hors jeu et les contraindre à une paix séparée.

### La bataille des SS européens

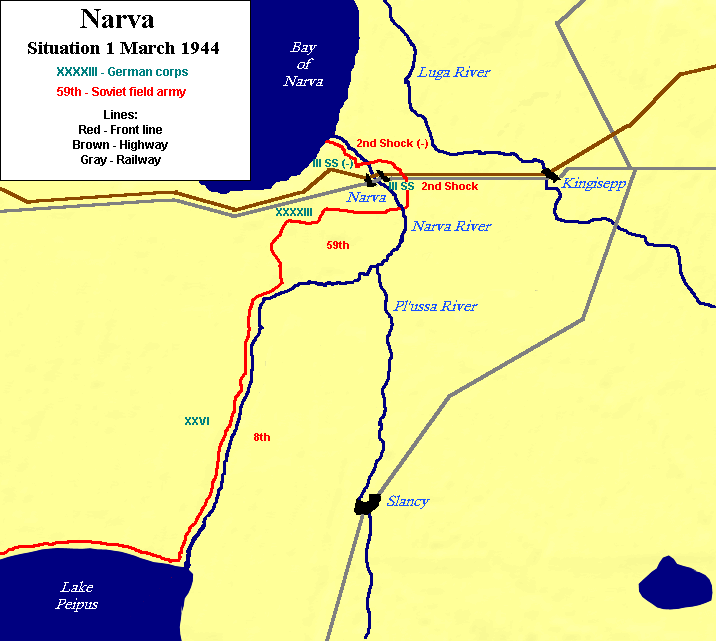
Situation autour de Narva en mars 1944 guerre mondiale.

L'offensive débute le 1er février. Elle connait quelques succès au début mais se heurte à l'esprit de résistance des Allemands et surtout de leurs alliés estoniens qui redoutent plus que tout une ré-occupation soviétique. La menace de l'arrivée de l'armée rouge mobilise les jeunes qui se pressent dans les bureaux de recrutement pour sauver leur pays. 40 000 hommes montent au front mais ils ne seront disponibles que dans quelques jours, il faut pour l'heure tenir. Les Soviétiques parviennent jusque dans les faubourgs de Narva mais sont contre-attaqués par la Schwere Panzer Abteilung 502 et une compagnie du SS-Panzer-Grenadier-Regiment 23. Les Russes sont stoppés dans ce secteur. Pour prendre au dépourvu les soldats de l'Axe, les Soviétiques font débarquer derrière les lignes ennemies deux brigades d'infanterie de marine. Le débarquement est un échec complet, seule la 260e brigade d'infanterie de marine parvint à débarquer mais elle est anéantie par les solides défenses côtières. Les Estoniens sont entretemps montés en ligne. Les Estoniens des Freiwiligen-Grenadier-Regiment 45 et 46, toujours appuyés par les Tiger de la « 502 » se lancent à l'assaut et repoussent les Soviétiques de la rive gauche de la rivière Narva.[réf. nécessaire]
Dans le secteur de Krivasoo, au sud Ouest de Narva, l'attaque soviétique manque d'encercler les défenseurs de Narva. S'ils parviennent à couper l'autoroute menant à Narva alors l'ensemble des Waffen SS se battant à Narva seront condamnés et ainsi les Russes pourront lancer une attaque directe sur les pays baltes. Ils sont arrêtés in extremis par la 171. Infanterie-Division avec des Tiger de la « 502 ». Les Russes déploient la 59e Armée de Korvnikov en soutien à la 2e Armée de choc de Fediouninski. Malgré ce renfort, les Russes ne parviennent pas à percer les défenses en profondeur de leur ennemi. Épuisés et dans l'incapacité d'exploiter leur succès, les Russes ne peuvent pas pousser plus avant. Une dernière tentative est faite du 1er au 4 mars mais elle ne progresse que de quelques kilomètres.[réf. nécessaire]
Une dernière attaque majeure est déclenchée le 11 mars après d'intenses bombardements aériens qui ont débuté le 6 mars. La ville, abandonnée par ses habitants, est très gravement touchée. Des attaques sur la capitale estonienne, Tallinn, sont également effectuées. De ces attaques naît un slogan: "La vengeance émergera des ruines". Le SS Panzer-Grenadier Regiment 24 Danmark perd 30 véhicules et la majorité de son artillerie. Bien équipés en armes automatiques et motivés, les Estoniens, les Allemands et les SS européens, repoussent les Soviétiques. Le 24 mars, à la suite de la troisième offensive de Narva, le maréchal Govorov demande à la Stavka de se mettre en position défensive. Les Russes ne considèrent plus ce front comme important, la décision a été prise de déclencher une offensive sur le front centre durant l'été.[réf. nécessaire]

### «Panzergraf» contre-attaque

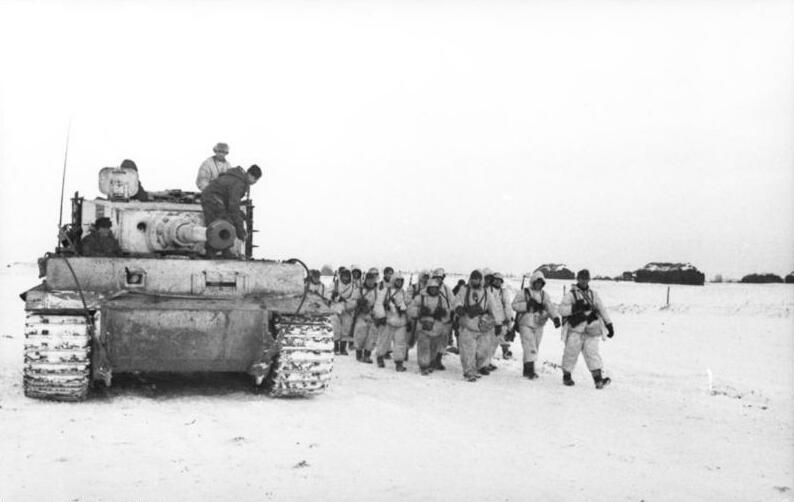
Grâce à l'intervention des Tiger, le front de Narva a pu se maintenir

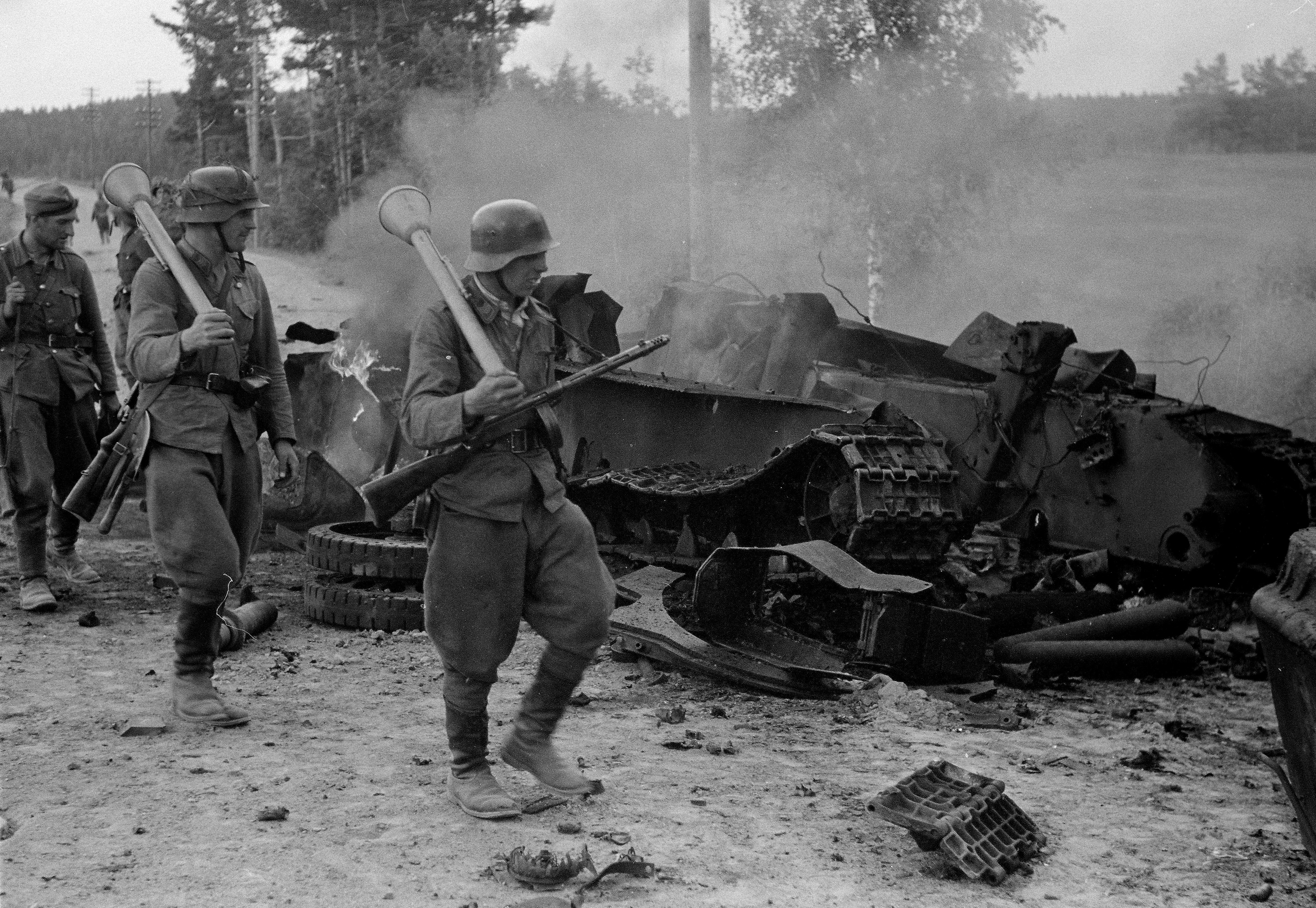
Soldats finlandais munis de Panzerfaust devant un char T-34, le premier soldat possède une arme finlandaise, un pistolet-mitrailleur Suomi KP 31.

Les Allemands, non contents d'avoir repoussé plusieurs offensives soviétiques, décident de réduire les saillants qui se sont formés dans leurs lignes. L'homme chargé de l'opération est le célèbre Oberst Hyazinth Graf Strachwitz und Camminetz, surnommé « Panzergraf » (« le comte des blindés »). Très compétent et expert dans l'arme blindée, c'est un excellent choix de la part de l'OKH. Les deux saillants formés par les offensives soviétiques sont nommés sac Ouest (Westsack) et sac Est (Ostsack). Les Tiger ne sont pas pressentis pour être en première ligne en raison de la présence de marécages. L'offensive qui débute le 26 mars permet de détruire le Westsack (tuant 6 000 Soviétiques). Début avril, l'Ostsack est à son tour le fruit des attentions des Allemands. La Luftwaffe fait à cette occasion de nombreuses sorties pour soulager les attaquants. Des succès sont enregistrés au début de l'attaque mais la 8e Armée soviétique prend le relais de la 59e Armée, épuisée par des mois de combats, et neutralise tout espoir de réduction de l'Ostsack. Pour son action, le « Panzergraf » reçoit les brillants sur sa croix de chevalier, il est alors le 11e officier de la Wehrmacht à en être récipiendaire.[réf. nécessaire]

## Conclusion
Les combats se font moins fréquents, l'Armée rouge observe une pause avant l'offensive décisive du 22 juin[réf. nécessaire]. Les combats au Nord et en Ukraine attirent les Allemands dans un piège, le front central est dégarni en termes de blindés. Govorov déclenche son offensive générale le 24 juillet et culbute les défenses allemandes. Les Allemands s’apprêtaient à se replier et à abandonner l'Estonie. Toutes les formations SS parviennent à se replier sur la ligne Tannenberg sauf le SS-Panzer-Grenadier-Regiment 48 qui se trompe dans son itinéraire de repli et perd 700 hommes face à la 191e division de fusiliers. Narva tombe aux mains des Soviétiques, ce qui met fin à un siège de six mois. Une nouvelle bataille de retardement commence. L'objectif qui devait être atteint le 17 février, Rakvere, ne l'est finalement que le 20 septembre.

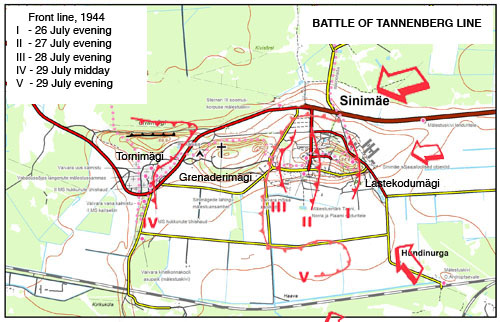
Bataille de la ligne Tannenberg, 26–29 juillet 1944

- Les compétences des généraux Felix Steiner et Johannes Frießner
- Le moral très élevé des Estoniens
- Une impréparation de l'Armée rouge, ignorée par Staline pour des raisons plus politiques que militaires.

Il s'agit d'un des derniers succès tactique d'envergure de la Wehrmacht qui ne cesse d’engranger des défaites depuis 1943.

## Source
- Ligne de front no 45, Dans l'enfer de Narva

## Note
1. ↑  Le Gruppe Sponheimer devient l’Armeegruppe Narwa le 2 février, puis l’Armee-Abteilung Narwa en mai 1944 et l’Armee-Abteilung Grasser à partir du 25 septembre 1944